# 星斑

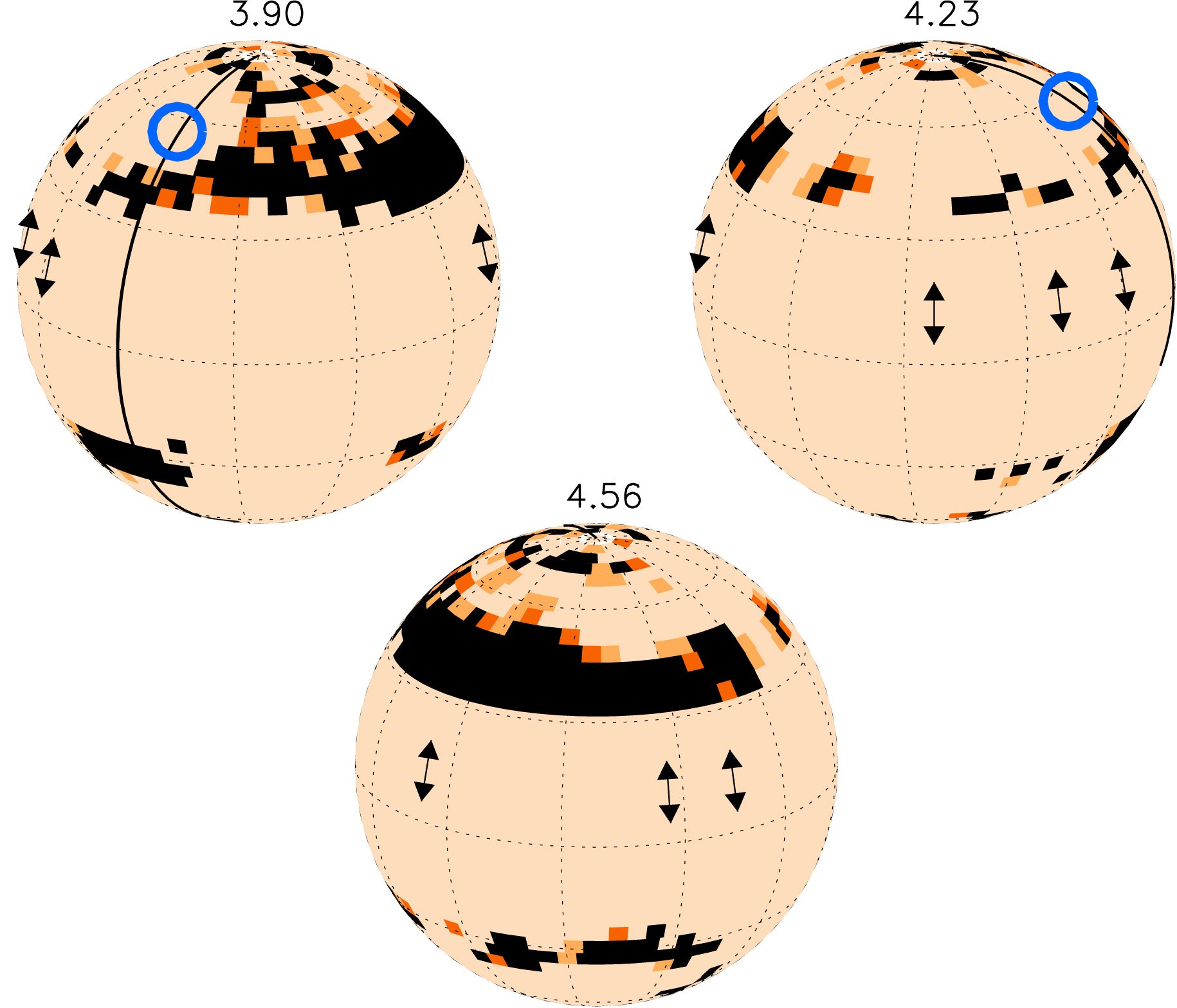
以都卜勒成像法呈現的顯微鏡座BO表面的星斑。

星斑相當於出現在其他恆星上的太陽黑子。太陽黑子因為很小而難以測量其對光度變化的影響，但觀測到的星斑遠比在太陽上的巨大，可以佔據30%觀測到的恆星表面，這相當於太陽黑子的100倍以上。

## 發現和測量
要檢測和測量星斑的尺度有幾種方法可以使用。
- 對快速轉動的恆星 － 都卜勒成像和塞曼-都卜勒成像 [1]

因為譜線的分裂是塞曼效應造成的，使用塞曼-都卜勒影像技術可以直接檢測和測量恆星的磁場，並且顯示出磁場的大小和方向。
- 對轉動緩慢的恆星 － 線深比率（Line Depth Ratio，LDR）。

此法必須測量兩條不同的譜線，其中一條對溫度敏感而另一條則不是。因為星斑的溫度比周圍要低，因此對溫度敏感的譜線會改變它的吸收率（深度）。從這兩條譜線的差異就可以測量出星斑的溫度和大小，而溫度的誤差可以精準至10K。
- 對食雙星 － 可以製作兩顆星的星斑和影像的食像圖[2]

## 溫度
觀察到的星斑溫度比光球低500-2000K，這樣的溫度差足以使星斑與環繞的週圍區域產生高達0.6等的亮度差異。這看起來也聯繫著星斑和光球之間的溫度差，可以由星斑相似的行為顯示出不同型態的恆星（對G-K矮星）。 

## 生命期
星斑的生命期與大小相關：
- 小星斑的生命期與大小的比例，與太陽黑子相似[3]。
- 大的星斑與恆星的較差自轉相關。但有些證據顯示，即使在有較差自轉的恆星，大星斑的光度變化可以持續好幾年[3]。

## 活動週期
星斑在恆星表面的分布和橫越，與太陽的情形類似，但仍會因為恆星的不同而有所不同，像是與恆星是不是聯星有關。在其他的恆星上也觀察到與太陽相同形式的活動週期，相當於太陽的11年週期（兩倍）。有些恆星有更長的週期，可能類似於太陽的蒙德極小期。

### 失控-突變的週期(Flip-flop cycles)
有些活動週期是失控-突變的週期，似乎暗示著星斑可以從一個半球移動至另一個半球。在太陽上也能看見相同的現象，在南半球和北半球有著3.8年和2.65年的週期。
失控-突變現象可以在是聯星或是單星的獵犬座 RS變星上被觀測到，因而在聯星和單星之間延伸出各種不同的週期。

## 註解
1. ↑  卡梅倫
2. ↑  卡梅倫 星食影片 （页面存档备份，存于）顯示出聯星的兩個影像上的星斑
3. 1 2  Berdyugina 5.3 Lifetimes （页面存档备份，存于）